# Кирпичёв, Лев Львович
Лев Льво́вич Кирпичёв (1840—1890) — русский генерал-майор, профессор Михайловской артиллерийской академии, автор ряда учебников. Пять раз был удостоен Михайловской премии.

## Биография
Из дворян Псковской губернии. Родился в 1840 году в многодетной дворянской семье военного инженера-полковника, преподавателя математики в Николаевском инженерном училище Льва Матвеевича Кирпичёва (1808—1862) и его жены Елены Константиновны Кирпичевой (1818—1877; урождённая Брун). Обучение получил в Полоцком кадетском корпусе и в Константиновском военном училище.
- 30 августа 1858 — произведение в офицеры в Семёновский полк, с прикомандированием к Михайловской артиллерийской академии; по окончании в ней курса он был оставлен при Академии для дальнейшего усовершенствования[4].
- 1861 — назначение при Михайловской артиллерийской академии репетитором артиллерии.
- Декабрь 1863 — назначение правителем дел специальной комиссии по вопросам, относящимся к теории стрельбы и вновь вводимых нарезных орудий.
- 1866 — назначение в артиллерийское училище для преподавания артиллерии, баллистики и элементарной механики.
- 1868 — назначение адъюнкт-профессором Артиллерийской академии
- Март 1871 — помощник инспектора классов академии и училища.
- Сентябрь 1881 — назначение инспектором классов академии и училища.
- 1885 — произведение в генерал-майоры.
- 1886 — постоянный член артиллерийского комитета и преподаватель артиллерии в Академии Генерального штаба.
- 1887 — чтение курса артиллерии в Николаевской академии генерального штаба.
- 1888 — назначение профессором.
- 17 ноября 1890 года умер в Санкт-Петербурге. Похоронен на Новодевичьем кладбище в Санкт-Петербурге.

## Семья
Брат, Михаил Львович, родившийся в 1847 году и окончивший курс в Артиллерийской академии, тоже был оставлен при ней репетитором по химии. С 1872 Михаил Кирпичёв — учитель артиллерийского училища. Принимал участие в известных опытах над устройством газов, произведённых под председательством Д. И. Менделеева. Умер в 1875 году.

## Научная и писательская деятельность
- 1869 — издание «Общих оснований механики» (удостоен Михайловской премии)[6].
- 1871 (и 1889) — «Начала механики».
- 1872 — издание «Элементарного курса артиллерии» вместе с полковником Шкляревичем (удостоен Михайловской премии в 1873)[6].
- 1889 — выход в свет «Начал баллистики».
- 1820—1870 — составление "Исторического очерка развития и образования артиллерийского училища совместно с А. Платоновым[7].

Также Кирпичёв опубликовал немало статей в «Артиллерийском Журнале», «Военном Сборнике», «Русском Инвалиде», в «Энциклопедическом словаре» Березина и в «Энциклопедии военных и морских наук» Г. А. Леера, неоднократно принимал он участие в разборе сочинений на Михайловскую премию. Из статей, опубликованных в «Артиллерийском журнале», наиболее значительны «О скреплен. орудиях», «Пробивание брешей», «Закон ошибок», «Закон подобия», «Закон однородности», «Метрическая система», «Вуличская академия», несколько предисловий к статьям, представляющим боевые воспоминания разных лиц, как, например, «Штурм Карса», «Штурм Дубняка», «Штурм Малахова кургана», причём последняя заметка, в которой ярко обрисовываются патриотические чувства Кирпичёва, явилась его последней статьёй и вышла в свет уже после его смерти. В «Военном Сборнике» печатался ряд «отрывков из писем» (путевые впечатления К. во время многократных его путешествий за границей при казённых командировках и по собственной инициативе, интересные с точки зрения истории и любопытных обобщений оригинальности ума их автора): «Шербург», «Трувиль», «Лион», «Сен-Жермен», «Грауденц», «Вена», «Венеция», «Бич», «Фонтенебло», «С берегов Темзы», «Пиобер, Морен, Дидион», «Нюрнберг», «Французские крепости» и др.